# Adam-Ries-Wettbewerb

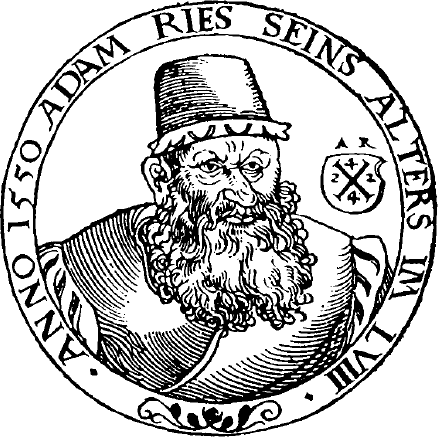
Adam Ries

Der Adam-Ries-Wettbewerb ist ein mathematischer Wettbewerb für Schüler der 5. Klassen in Sachsen, Thüringen, Franken und Böhmen.
Der seit 1981 stattfindende dreistufige (Hausaufgaben, Landeswettbewerb, Ländervergleich) Wettbewerb möchte Freude am Knobeln und Rechnen vermitteln. Darüber hinaus soll er Wissen und Geschick beim Lösen problemhafter Aufgaben herausfordern, mathematische Interessen wecken, Neugier auf alte deutsche Maß- und Geldeinheiten erzeugen und Anregungen zum historischen Streifzug in die Mathematik- und Regionalgeschichte geben. Zusätzlich wird das Werk Adam Ries’ nähergebracht und eine Verbindung zwischen den Städten Staffelstein, Erfurt und Annaberg hergestellt, bzw. vertieft: In Staffelstein wurde Ries 1492 oder 1493 geboren, in Erfurt leitete er eine Rechenschule, und in Annaberg starb Ries im Jahr 1559.
Der Wettbewerb wird im Auftrag des Adam-Ries-Bundes organisiert und durchgeführt.